# Grande incendio di New York (1776)
Il grande incendio di New York fu un devastante incendio avvenuto tra la notte del 20 settembre 1776 e la mattina del giorno successivo, nel West Side di quella che allora costituiva la città di New York all'estremità sud dell'isola di Manhattan. L'incendio scoppiò nei primi giorni dell'occupazione militare della città da parte delle forze Britanniche durante la guerra d'indipendenza americana.
L'incendio distrusse dal 10 al 25% degli edifici della città, mentre alcune parti non colpite della città furono saccheggiate. Molte persone credettero o ipotizzarono che l'incendio fosse stato appiccato deliberatamente da una delle 2 parti coinvolte nel conflitto. I leader britannici, dal canto loro, accusarono i rivoluzionari che agivano all'interno della città e dello Stato di New York. 
L'incendio ebbe effetti a lungo termine sull'occupazione britannica della città, che terminò solo nel 1783 con la fine della rivoluzione americana e la conseguente definitiva indipendenza dei neonati Stati Uniti d'America.